# Perseusz (szpieg)

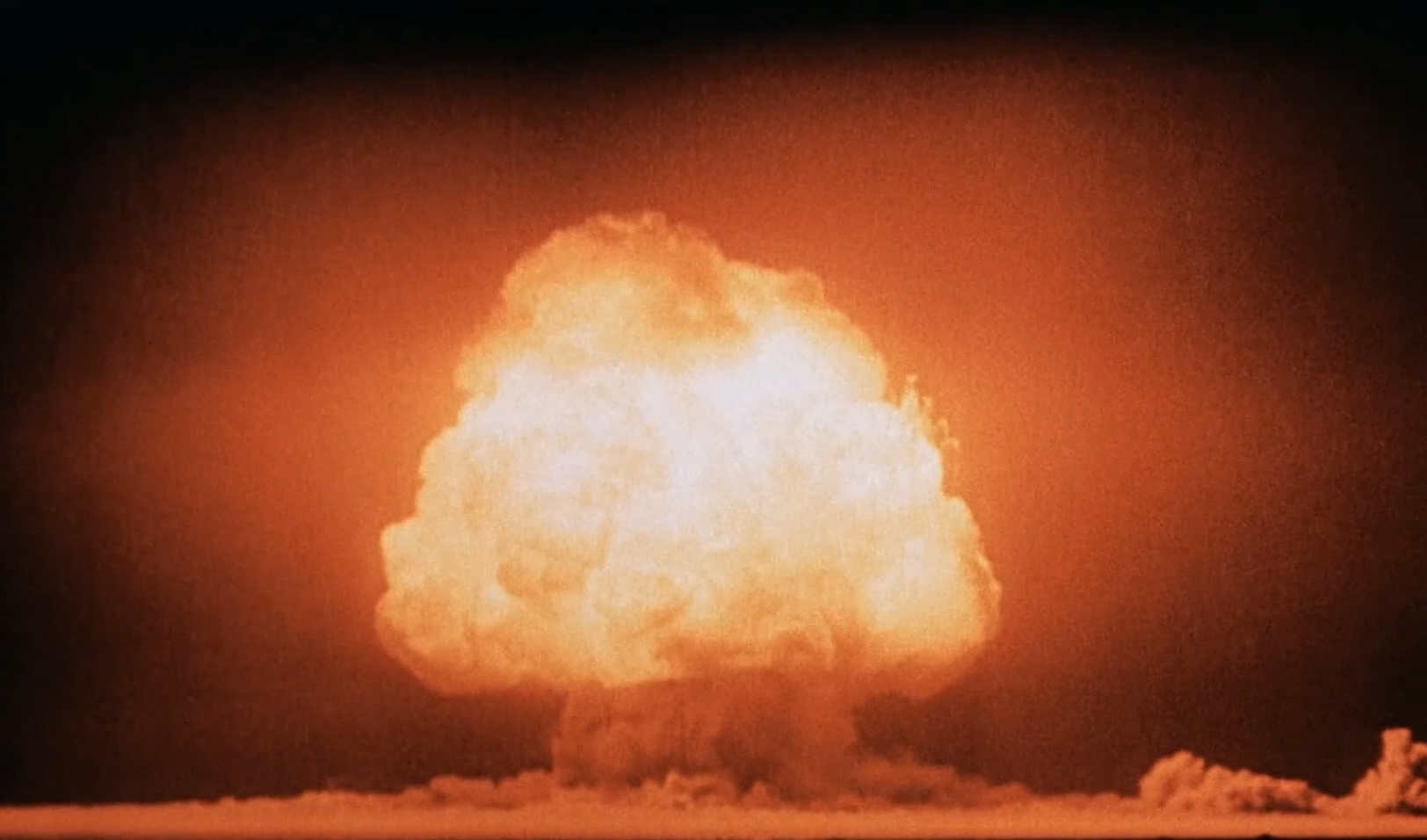
Eksplozja jądrowa Trinity. Gdyby to było prawdziwe, według jednego źródła Perseusz rzekomo przekazałby Sowietom kluczowe informacje o tym teście.

Perseusz – kryptonim hipotetycznego radzieckiego szpiega atomowego, który, gdyby był prawdziwy, rzekomo naruszyłby bezpieczeństwo narodowe Stanów Zjednoczonych, infiltrując Los Alamos National Laboratory podczas opracowywania Projekt Manhattan, a w konsekwencji odegrałby kluczową rolę dla Sowietów w rozwój broni jądrowej.
Wśród badaczy tematu panuje zgoda co do tego, że Perseusz nigdy nie istniał, a właściwie był wytworem sowieckiego wywiadu.